# William Jones (filologo)
William Jones (Londra, 28 settembre 1746 – Calcutta, 27 aprile 1794) è stato un linguista, orientalista e magistrato britannico, tra i primi studiosi di lingua sanscrita e precursore dell'indoeuropeistica.

## Biografia
Figlio dell'omonimo matematico, fin dall'infanzia mostrò un'eccezionale propensione per l'apprendimento delle lingue, tanto da comporre, appena diciassettenne nel 1763, un poema in esametri dedicato a Caissa. Conosceva infatti fin da giovane il greco, il latino, il persiano, l'arabo e possedeva alcune basi del cinese. Alla fine della sua vita ebbe la padronanza di 13 lingue e una buona conoscenza di altre 28. Laureato all'University College di Oxford nel 1768, si dedicò all'orientalistica, disciplina alla quale contribuì con numerosi saggi. Nel 1770 intraprese studi giuridici al Middle Temple, per dedicarsi quindi alla magistratura giudicante: prima in Galles poi, a partire dal 1783, al Tribunale supremo di Calcutta. Nella città indiana approfondì i suoi studi sulle lingue e sulle culture del subcontinente, scrivendo numerosi saggi su di esse e fondando, nel 1784, la Royal Asiatic Society of Bengala, della quale fu il primo presidente.

## Opera
Jones contribuì in modo decisivo alla nascita dell'indoeuropeistica, la disciplina che avrebbe scoperto la comune discendenza da una medesima lingua - preistorica e completamente perduta - di un gran numero di idiomi eurasiatici (le lingue indoeuropee). Il discorso che tenne in apertura del terzo anno d'attività dell'Asiatic Society è considerato l'atto di nascita della disciplina:
(William Jones, Discorso presidenziale alla Royal Asiatic Society of Bengala, 2 febbraio 1786)
Notevoli anche i contributi di Jones agli studi sulle lingue indoarie (A Grammar of the Persian Language, 1771; The Sanskrit Language, 1786) e sulle tradizioni poetiche asiatiche (Histoire de Nader Chah, 1770; Poems, Consisting Chiefly of Translations from the Asiatick Languages, 1777; Sacontalá or The Fatal Ring; An Indian Drama by Cálidás, 1789).